# یک جشن کریسمس کلی‌میشن
یک جشن کریسمس کلی‌میشن ویل وینتون (به انگلیسی: A Claymation Christmas Celebration)، یک انیمیشن تلویزیونی ویژهٔ کریسمس است که در ابتدا از شبکهٔ تلویزیونی سی‌بی‌اس آمریکا در ۲۱ دسامبر ۱۹۸۷ میلادی پخش شد. انیمیشن ویژهٔ استاپ‌موشن و پویانمایی خمیری به تهیه‌کنندگی و کارگردانی ویل وینتون ساخته شده‌است. نام آن، کلی‌میشن نیز برگرفته از تکنیک ساخت آن است [Claymation=Clay+Animation] این ویژه برنامه اولین بار در کنار یک کریسمس گارفیلد آغاز شد و این دو در سال‌های بعد پشت سر هم پخش شدند.